# Kiều Thị Ly
Kiều Thị Ly (6 de abril de 1996), es una luchadora vietnamita de lucha libre. Ganó una medalla de bronce en Campeonatos Asiáticos de 2016. 